# Балка Троянівська
Балка Троянівська — ботанічний заказник місцевого значення. Об'єкт розташований на території Новомиргородського району Кіровоградської області, поблизу с. Троянове.
Площа — 38 га, статус отриманий у 1988 році.